# Anthemis parthenoides
Anthemis parthenoides là một loài thực vật có hoa trong họ Cúc. Loài này được Bernh. mô tả khoa học đầu tiên.